# Zűrös hétvége
A Zűrös hétvége (eredeti cím: Joshy) 2016-ban bemutatott amerikai vígjáték filmdráma, amelyet Jeff Baena írt és rendezett. A főbb szerepekben Thomas Middleditch, Adam Pally, Alex Ross Perry, Nick Kroll, Brett Gelman, Jenny Slate és Lauren Graham látható.
A filmet a 2016-os Sundance Filmfesztiválon a U.S. Dramatic Competition szekcióban mutatták be. 2016. augusztus 12-én mutatta be a Lionsgate Premiere.

## Cselekmény
Josh a születésnapján hazatér a munkából. A menyasszonya, Rachel, beleegyezik, hogy vacsorát főzzön, míg Josh az edzőteremben van. Josh hazatérve meglátja, hogy Rachel öngyilkosságot követett el; megfojtotta magát egy övvel.
Négy hónappal később Josh, valamint barátai, Ari, Adam és Eric úgy döntenek, hogy a hétvégét, amely eredetileg Josh legénybúcsúja lett volna, egy ranchon töltik Ojaiban. Az első este egy bárban Ari megismerkedik egy lányjal, Jodival, akivel kapcsolatba kerül; Adam megtudja, hogy a barátnője szakítani akar vele; Eric pedig, hogy életben tartsa az estét, meghívja a barátját, Greget. Jodi, miután kizárták a lakásából, az éjszaka után náluk marad.
Másnap reggel Aaron, barátjuk, megérkezik a feleségével és a gyermekével, és látja, hogy a hely tele van drogokkal és alkohollal. Vita tör ki Eric és Aaron között Josh mentális állapota és az aktuális helyzet kapcsán. Aaron családjával dühösen elmegy, és a fiúk egész napot Greggel töltve beszélgetnek Rachel haláláról Ari révén. Miután elszívnak egy jointot, Greg érzelmileg nagyon megterheltté válik, mivel problémás múltja van. A bárba mennek, ahol Jodi és a barátai is ott vannak. Ari elmondja Jodinak, hogy házas, ami miatt Jodi eltávolodik tőle. Lehangoltan térnek vissza, így Eric két stripper lányt hív, hogy feldobják az estét, de vita tör ki Eric és Adam között. Josh és Eric rájönnek, hogy egy titokzatos férfi követi őket, akit próbálnak konfrontálni, de eredménytelenül.
Másnap Eric meghív néhány prostituáltat, mindegyikük számára egyet, de a partit Rachel szüleinek érkezése szakítja meg, akik Josh-t akarják konfrontálni. A szülők részleteket kérnek Rachel halálához vezető eseményekről, és vádolják Josh-t, hogy bűntudatát eltitkolva együttműködött a rendőrséggel. Képeket mutatnak Josh-nak az előző este a stripperrel lévő férfiakról, mivel a “stalker” őket figyelte, és közlik vele, hogy a második boncolás jelentése nem tudott véglegesen dönteni Rachel halálának okáról, öngyilkosság volt, de nem egyértelmű. Josh dührohamában tépi szét a hozott táskát, és egy vezetéket talál benne, ami arra utal, hogy azért voltak ott, hogy kényszerítsék őt, hogy bevallja lánya meggyilkolását. Josh kéri őket, hogy hagyják el, majd odamegy a barátaihoz, és megnyílik előttük. Megvigasztalják, és a csapat úgy dönt, hogy végre játszanak a társasjátékkal, amit Adam már az elejétől kezdve szeretett volna.
A csapat az utolsó estét a hétvégén a "nagyon összetett társasjátékkal" tölti, és csatlakozik hozzájuk Jodi. A játék után Jodi feláll, hogy távozzon, így Ari elkíséri őt az ajtóhoz, és megcsókolja. Jodi rájön, hogy Ari házas, hirtelen abbahagyja az ölelést, és távozik. Másnap reggel a csapat búcsút vesz egymástól, és úgy döntenek, hogy hamarosan újra találkoznak. Josh és Ari az utolsóak, akik elmennek. A film azon a ponton ér véget, hogy Josh szeretne valamit mondani Arinak, de habozik, majd Ari elhajt.

## Szereplők
| Szerep       | Színész            | Magyar hang            |
| ------------ | ------------------ | ---------------------- |
| Josh         | Thomas Middleditch | Magyar Bálint          |
| Ari          | Adam Pally         | Makranczi Zalán        |
| Adam         | Alex Ross Perry    | Pavletits Béla         |
| Eric         | Nick Kroll         | Farkas Dénes           |
| Greg         | Brett Gelman       | Papp Dániel            |
| Jodi         | Jenny Slate        | Andrádi Zsanett        |
| Jen          | Aubrey Plaza       | Cabello-Colini Borbála |
| Aaron        | Joe Swanberg       |                        |
| Anita        | Kris Swanberg      |                        |
| Katee        | Lauren Graham      | Pápai Erika            |
| Rachel       | Alison Brie        | Rádai Boglárka         |
| Reggie       | Jake Johnson       | Szentirmai Zsolt       |
| Claudia      | Lisa Edelstein     | Németh Kriszta         |
| Isadora      | Lauren Weedman     | Szórádi Erika          |
| Steve        | Paul Reiser        | Bognár Tamás           |
| Crystal      | Frankie Shaw       | Mohácsi Nóra           |
| magánnyomozó | Paul Weitz         | Pál Tamás              |

### Magyar változat
- Magyar szöveg: Szép Veronika
- Hangmérnök: Papp Krisztián
- Vágó: Pilipár Éva
- Gyártásvezető: Rába Ildikó
- Szinkronrendező: Nikodém Gerda
- Produkciós vezető: Jávor Barbara

A szinkront a Direct Dub Studios készítette el.

## A film készítése
A film forgatása 15 napig tartott, és csak egy 20 oldalas vázlat alapján készült, a többi párbeszédet a szereplők saját maguk improvizálták. 2015 decemberében jelentették be, hogy Devendra Banhart szerzi a film zenéjét.
Alison Brie a Balfékek című sorozat hatodik évadának forgatása közben csatlakozott a stábhoz, miután találkozott Benával az öltözőjében.

## Bemutató
A film világpremierje a 2016-os Sundance Filmfesztiválon volt 2016. január 24-én. 2016 márciusában a Lionsgate Premiere és a Hulu megvásárolta a film forgalmazási jogait. A film 2016. augusztus 12-én került a mozikba.